# Месенски войни
Месенските войни са 3 войни в Пелопонес в Древна Гърция, водени между Месения и Спарта. Източниците за тези войни са оскъдни – разполагаме с някои сведения на старогръцкия поет Тиртей и на древногръцкия писател и пътешественик Павзаний като самият Павзаний черпи сведенията си от историка Мирон от Приен.

## Първа месенска война
Първата месенска война се водила през втората половина на VIII в. пр. Хр. В резултат на военното си надмощие, спартанците подпомогнати от критяните и от коринтяните успели да завладеят източната част и южното крайбрежие на областта Месения. Местното население, месенийците, имали за съюзници в тази война полисите Аркадия, Аргос и Сикион и воювали в продължение на 19 години, но били победени и задължени да дават ежегодно половината от реколтата си на спартанците. Последната отбрана на месенийците била в непристъпното място Итоми, където имали укрепление, но то било разрушено от спартанците.

## Втора месенска война
Втората месенска война била водена през втората половина на VII в пр. Хр. Според Тиртей тя се състояла точно две поколения след първата война, когато месенийците се опитали да си възвърнат земите. Въстанието на месенийците против господството на Спарта станало под ръководството на Аристомен. По-силната във военно отношение Спарта успяла да овладее цялата област Месения. Една част от победеното местно население се преселило в Сицилия. Останалата част от месенийците получили статут на лишени от граждански права илоти.

## Трета месенска война
Под Трета месенска война (464 – 458 или 455 пр. Хр.) е прието да се нарича мащабното въстание на илотите от Месения. Въстаниците се укрепват в непристъпната планинска местност Итоми, и въпреки военната помощ оказана на Спарта от други гръцки полиси, успяват да удържат позициите си повече от 10 години. Спартанците са принудени да предоставят свободен излаз на въстаналите от Месения, които се преселват по северното крайбрежие на Пелопонес и основно в град Навпакт.